# TV Tropes
TV Tropes é uma wiki que coleta e documenta descrições e exemplos de tropos narrativos, mais comumente conhecidos como clichês. Desde a sua criação em 2004, o site mudou o foco de cobrir apenas tropos da televisão e do cinema, expandindo-se para todas as formas de mídia, incluindo literatura, quadrinhos, anime, mangá, videogames, rádio, música, publicidade e brinquedos, bem como seus fandoms associados, além de alguns temas não relacionados à mídia, como história, geografia, política e outras ocorrências, pessoas e eventos da vida real. A natureza do site como provedor de comentários sobre a cultura pop e a ficção atraiu atenção e críticas de várias personalidades da web e de diversos blogs. Os conteúdos do TV Tropes são escritos e mantidos por uma comunidade de voluntários, conhecidos como "tropers". Segundo o Google Analytics do site em agosto de 2020, a maioria dos tropers tem entre 18 e 34 anos.
O site também publicou conteúdo livre de abril de 2008 a julho de 2012. Em julho de 2012, o TV Tropes modificou sua licença para permitir apenas a distribuição não comercial de seu conteúdo, mas continuou a hospedar os envios anteriores sob uma nova licença de distribuição.
O site do TV Tropes é executado em seu próprio software wiki, uma versão fortemente modificada do PmWiki, mas que não é de código aberto. Segundo o site oficial do PmWiki, o TV Tropes "não utiliza mais o PmWiki de nenhuma forma; o único vestígio que resta está na URL", e "nenhum código está em uso". Até outubro de 2010, era possível realizar edições anonimamente. O cadastro agora é obrigatório para todas as atividades, exceto a visualização do site. O TV Tropes possui duas subwikis com o objetivo de categorizar os tropos mais informais e que seguem padrões menos rigorosos. A Darth Wiki, nomeada em referência ao Darth Vader de Star Wars, como um jogo com o “lado sombrio” do TV Tropes, é um espaço para exemplos mais críticos ou formas comuns de edições indevidas. Já a Sugar Wiki, por outro lado, é voltada a tropos positivos, como momentos engraçados ou comoventes em obras, sendo considerada “o lado doce” do TV Tropes.

## Descrição

### Propriedade
O TV Tropes foi fundado em 2004 por um programador sob o pseudônimo de "Fast Eddie". Ele se descreveu como tendo se interessado pelas convenções da ficção enquanto estudava no MIT na década de 1970 e após navegar em fóruns da Internet na década de 1990. Em 2014, o site foi vendido para Drew Schoentrup e Chris Richmond, que então lançaram uma campanha no Kickstarter para revisar o código-fonte e o layout.

### Conteúdo
Inicialmente focado no programa de TV Buffy the Vampire Slayer, o site passou a cobrir outras séries, filmes, romances, peças de teatro, luta livre, videogames, anime, mangá, histórias em quadrinhos / livros e fanfic. Ele processa diversos outros assuntos, incluindo portais na Internet como a Wikipédia (muitas vezes referida de maneira irônica como "A outra Wiki"). Além disso, os artigos geralmente se relacionam com a vida real ou apontam situações reais em que certos tropos podem ou não ser aplicados. O site usa de seu estilo informal para descrever tópicos como ciência, filosofia, política e história na seção de Notas Úteis. O TV Tropes não possui padrões de notoriedade para as obras que cobre. Também pode ser usado para recomendar mídias menos conhecidas na página "Precisa de mais amor". 

## Recepção
Em entrevista ao co-fundador do TV Tropes, Fast Eddie, o blog io9 da Gawker Media descreveu o tom das contribuições ao site como "muitas vezes leve e engraçado". O autor cyberpunk, Bruce Sterling, uma vez descreveu seu estilo como uma "análise irônica de fanfic". A ensaísta Linda Börzsei descreveu o site como um continuum tecnológico de críticas literárias arquetípicas clássicas, capaz de desconstruir os arquétipos de obras criativas de forma irônica. O economista Robin Hanson , inspirado por uma análise acadêmica da literatura vitoriana, afirmou que o TV Tropes oferece um verdadeiro tesouro de informações sobre ficção – uma excelente oportunidade para pesquisar sua natureza. Em Lifehacker, Nick Douglas comparou o TV Tropes à Wikipédia, recomendando "usar [o TV Tropes] quando a Wikipédia parecer impenetrável, quando você quiser opiniões mais do que fatos, ou quando você terminar uma página da Wikipédia e estiver afim das informações picantes, as informações difíceis de confirmar que a Wikipédia não compartilha." Escrevendo para The Believer, Chantel Tattolli comentou que “é profundamente satisfatório visitar o site e reconhecer os padrões formados ao longo do tempo, entre culturas, mídias e gêneros e flagrá-los em rotação.”
No livro Media After Deleuze, os autores David Savat e Tauel Harper dizem que, embora o TV Tropes ofereça uma "maravilhosa arqueologia da narrativa", o site prejudica a criatividade e a experiência ao tentar "classificar e representar" cada parte de uma obra.
O site é descrito na Reference Reviews como “um excelente exemplo de dados vinculados”, mas que “carece de responsabilidade como fonte confiável” devido aos seus padrões de notoriedade.

## Controvérsias

### Incidente de conteúdo adulto
Em outubro de 2010, no que o site chamou de "The Google Incident", o Google retirou temporariamente seu serviço AdSense do site depois de determinar que páginas relacionadas a tropos adultos e de conteúdo para maiores eram inconsistentes com seus termos de serviço. O site separou os artigos NSFG (Not Safe for Google ou Não Seguros para o Google) dos artigos SFG (Safe for Google ou Seguros para o Google) para permitir a discussão desses tipos de tropos.
Em um incidente separado em 2012, em resposta a outras reclamações do Google, o TV Tropes mudou suas diretrizes para restringir a cobertura de tropos sexistas e de estupro. O blog feminista The Mary Sue criticou essa decisão, pois censurava a documentação de tropos sexistas em videogames e ficção para jovens adultos. O ThinkProgress também condenou o próprio Google AdSense por "fornecer um desincentivo financeiro para discutir" tais tópicos. Tropos e obras pornográficas, bem como conteúdo adicional considerado inadequado para cobertura, também foram removidos do site após o incidente.

### Bifurcação de licenciamento e conteúdo
O conteúdo do site foi licenciado desde abril de 2008 com as licenças Creative Commons (CC BY-SA) para conteúdo gratuito. Em julho de 2012, o site alterou seu aviso de licença e seu conteúdo existente para a incompatível versão Attribution-Noncommercial-ShareAlike (CC BY-NC-SA). Em novembro de 2013, o TV Tropes adicionou uma cláusula aos seus termos de uso exigindo que todos os contribuintes concedam ao site a propriedade irrevogável e exclusiva de suas contribuições. Em março de 2015, esta cláusula foi removida, substituída por uma afirmação de que o TV Tropes não reivindica a propriedade do conteúdo gerado pelo usuário. A licença do site também afirma que não é necessário atribuir o conteúdo de usuário a seus autores, embora a licença Creative Commons exija a atribuição do autor original.
Em relação a essas e outras preocupações de licenciamento e publicidade, uma wiki chamada "All The Tropes" bifurcou todo o conteúdo do TV Tropes com a licença original CC BY-SA no final de 2013. Os autores da bifurcação atribuíram várias ações de obtenção de direitos comerciais sobre o que é publicado em seu site, censura e descumprimento da licença original aos gestores do TV Tropes. Alguns editores levantaram preocupações de que manter o conteúdo enviado com a licença copyleft anterior no TV Tropes era ilegal, pois o licenciamento ocorreu sem a permissão dos editores e a licença original CC BY-SA não permitia sua distribuição sob os novos termos.